# Seneca Wallace
Seneca Wallace (født 6. august 1980 i Sacramento, Californien, USA) er en amerikansk footballspiller (quarterback), der pt. er free agent. Han har tidligere spillet en årrække i NFL, primært for Seattle Seahawks.

## Klubber
- 2003-2009: Seattle Seahawks
- 2010-2012: Cleveland Browns